# Pascale Ehrenfreund
Pascale Ehrenfreund (Vienna, 24 giugno 1960) è un'astrofisica austriaca,  presidente della Commissione per la ricerca spaziale dal 2022, dal 2019 prima donna presidente dell'Austrian Science Fund (FWF) e dal 2015 al 2020 CEO del Centro aerospaziale tedesco.  Dal 2019 è presidente del Federazione Astronautica Internazionale (IAF) e dal 2021 presidente della Università Spaziale Internazionale (ISU) dopo esserne stata rettore dal 2018.
L'asteroide della fascia principale 9826 Ehrenfreund è chiamato così in suo onore.

## Biografia
Pascale Ehrenfreund, nata a Vienna nel 1960, ha  studiato astronomia e biologia presso l'Università di Vienna- Si è laureata in biologia molecolare presso l'Istituto di biologia molecolare di Salisburgo (Accademia austriaca delle scienze) nel 1988 e ha poi conseguito il dottorato in astrofisica presso l'Università di Parigi VII e l'Università di Vienna nel 1990. I suoi studi post-dottorato sono stati condotti presso l'Osservatorio di Leida come membro dell'Agenzia spaziale europea (ESA) e successivamente presso il Service d'Aeronomie, Verrières-le-Buisson, Francia, come membro del Centro nazionale di studi spaziali (CNES). Nel 1993 ha ricevuto la borsa di studio Marie Curie dalla Commissione europea. Nel 1996, ha accettato la borsa di studio APART dell'Accademia austriaca delle scienze, per preparare le sue ricerche in astrochimica. Presso l'Università di Vienna ha ottenuto nel 1999 l'abilitazione discutendo la tesi sul tema: "Polvere Cosmica"; nel 2008 ha conseguito un master in Management e leadership presso la Webster University a Leida, Paesi Bassi.

## Carriera
A partire dal 1999, ha lavorato presso l'Osservatorio di Leida ed è stata professoressa sia all'Università di Amsterdam che all'Università di Leiden nei Paesi Bassi.  È stata anche professoressa presso la Radboud University Nijmegen, nei Paesi Bassi.  Nel 2001, è diventata capo della ricerca presso il Laboratorio di Astrobiologia di Leida e ha partecipato come teamleader e ricercatrice principale a numerosi esperimenti e missioni spaziali sponsorizzati sia dall'ESA che dalla NASA. Nel 2005, Pascale Ehrenfreund è andata negli Stati Uniti per lavorare al Jet Propulsion Laboratory a Pasadena, California e frequentare la George Washington University come Visiting Scientist. Nel 2008, ha accettato l'incarico di professore di ricerca ed esperto presso lo Space Policy Institute della George Washington University e come scienziata senior presso il NASA Astrobiology Institute. Ha scritto oltre 300 articoli di ricerca scientifica e ha pubblicato 12 libri. Dal 2008 al 2012 è stata la scienziata del progetto del satellite O/OREOS della NASA.
Nel 2013 è stata scelta come prima donna a dirigere il Fondo austriaco per la scienza (FWF). Dal 2015 al 2020, è stata la prima donna a guidare il Centro aerospaziale tedesco (in tedesco Deutsches Zentrum für Luft- und Raumfahrt e.V.) (DLR).

## Premi e riconoscimenti
- 1998 - Premio APART, Accademia austriaca delle scienze[11]
- 1999 - Asteroide 9826 Ehrenfreund 2114 T-3
- 2001 - Premio Pastoor-Schmeits per l'astronomia
- 2001 - New Impulse Grand, governo olandese
- 2011 - NASA Group Achievement Award per la missione satellitare O/OREOS
- 2018 - Membro onorario della Royal Astronomical Society[12]